# Municipio de Nishnabotny
El municipio de Nishnabotny (en inglés: Nishnabotny Township) es un municipio ubicado en el condado de Crawford en el estado estadounidense de Iowa. En el año 2010 tenía una población de 995 habitantes y una densidad poblacional de 10,61 personas por km².

## Geografía
El municipio de Nishnabotny se encuentra ubicado en las coordenadas 41°54′30″N 95°15′55″O / 41.90833, -95.26528. Según la Oficina del Censo de los Estados Unidos, el municipio tiene una superficie total de 93.78 km², de la cual 93,66 km² corresponden a tierra firme y (0,12 %) 0,11 km² es agua.

## Demografía
Según el censo de 2010, había 995 personas residiendo en el municipio de Nishnabotny. La densidad de población era de 10,61 hab./km². De los 995 habitantes, el municipio de Nishnabotny estaba compuesto por el 98,29 % blancos, el 0,2 % eran asiáticos, el 0,9 % eran de otras razas y el 0,6 % eran de una mezcla de razas. Del total de la población el 2,61 % eran hispanos o latinos de cualquier raza.